# The Well (pel·lícula de 2023)
The Well és una pel·lícula de terror italiana del 2023 dirigida per Federico Zampaglione, protagonitzada per Lauren LaVera i Claudia Gerini.

## Argument
Lisa Gray, una restauradora d'art estatunidenca, és cridada per la duquessa Emma Malvisi per fer un treball de restauració al seu antic palau, que es troba en un petit poble italià, Sambuci, prop de Tívoli. A l'autobús que la porta al poble, la Lisa coneix tres excursionistes naturistes. Quan arriba l'autobús, la Lisa i els altres es separen: mentre ella va a un hotel del poble, els tres amics acampen al bosc per passar la nit, però enmig de la nit són apallissats i segrestats.
L'endemà al matí, la Lisa espera un autobús per portar-la al palau de la duquessa, però un jove local, Marcus, li informa que ja no està en servei. Quan la Lisa li diu cap a on va, ell s'ofereix a portar-la: té un pub a prop. Un cop arriba, la duquessa informa a Lisa que la seva tasca és dur a terme, en dues setmanes, una operació de recuperació d'una pintura medieval greument danyada pel foc. Ha d'eliminar una gruixuda capa de sutge que cobreix completament la pintura. La noia també coneix la Giulia, la filla de la duquessa, una noia de tretze anys que sempre està trista i enfadada.
Mentrestant, a les masmorres, un guàrdia gegantí mata un presoner i un dels excursionistes que ha capturat i els dóna de menjar a un monstre tancat en un pou, que a canvi aboca una mica de la seva sang en una galleda que l'home li baixa des de dalt. A mesura que avancen els treballs de restauració, la Lisa nota detalls inquietants de la pintura que surten a la llum. Representa una mena de dimoni mirant una noia lligada a l'estaca. A causa dels suggeriments que li transmet el quadre, la Lisa es veu turmentada per terribles malsons.
A mesura que la restauració s'acosta a la finalització, la Giulia explica a Lisa històries estranyes sobre la pintura, que impliquen una antiga maledicció sobre un monstre al soterrani que s'alimenta dels cossos de les víctimes desafortunades i, a canvi, dóna la seva sang que atorga la joventut eterna als qui la beuen. El restaurador es mostra escèptic, fins que la noia li parla dels tres excursionistes segrestats i s'ofereix a ensenyar-li on els van portar. Lisa aconsegueix entrar als calabossos i salva l'últim supervivent que és, però, assassinat per Marcus, armat amb una ballesta, còmplice de la duquessa. És el vespre de l'últim dia de la restauració: Marcus arrossega la Lisa a la sala del quadre: ha d'acabar la seva obra inacabada a mitjanit, perquè, il·luminat pels raigs de la lluna vermella, pugui concedir 500 anys més d'immortalitat als habitants del castell. Abans que s'acabi la restauració, la Giulia intervé: cansada de ser una jove de tretze anys durant segles i de no poder créixer a causa de la maledicció, amenaça amb incendiar el quadre i quan Marcus intenta aturar-la, Lisa intenta defensar-la i Marcus la colpeja amb una fletxa. Mentrestant, el temps passa i quan en Marcus està a punt d'acabar amb la Lisa amb un ganivet, ha passat mitjanit i tots els habitants del castell es transformen en cendres, inclosa la Giulia, finalment alliberada de la seva maledicció. Mentrestant, el monstre, que havia estat convocat fa 500 anys amb un ritual per la duquessa, i que s'havia alliberat matant el guardià, entra a l'habitació però torna a ser sotmès per Lisa, que llegeix el ritual escrit al pergamí representat al quadre. Trenta anys més tard: la Lisa, la nova propietària del palau i el monstre, mostrant un sentit empresarial inesperat, intercanvia la sang del monstre, venent-la als rics i poderosos.

## Repartiment
- Lauren LaVera: Lisa Gray
- Claudia Gerini: Emma Malvisi
- Jonathan Dylan King: Marcus
- Yassine Fadel: Rocco
- Gianluigi Galvani: Tony
- Giovanni Lombardo Radice: Pare de Lisa
- Linda Zampaglione: Giulia
- Lorenzo Renzi: Arruda
- Melanie Gaydos: Dorka
- Courage Oviawe: Madison
- Stefano Martinelli: Guron

## Producció
La pel·lícula, produïda per Iperuranio Film en col·laboració amb CG Entertainment, es va rodar a partir del 6 de març de 2023 durant quatre setmanes, entre Sambuci i Roma.

## Promoció
La pel·lícula s'ha estrenat al LVI Festival Internacional de Cinema Fantàstic de Catalunya a Sitges.

## Distribució
The Well estava prevista per a la seva distribució als cinemes italians a partir de l'1 d'agost de 2024. S'ha venut per a la seva distribució en cinemes de 104 països, incloent Estats Units d'Amèrica, Gran Bretanya, Alemanya i Japó.

## Taquilla
La pel·lícula va recaptar una mica més de 100.000 euros.

## Crítica
A Rotten Tomatoes té una puntuació d'aprovació del 88%, amb 8 ressenyes i una puntuació mitjana de 6,8 sobre 10.
Giacomo Calzoni a Sentieri Selvaggi promociona la pel·lícula escrivint que «Zampaglione torna a l'horror amb una pel·lícula crua i violenta, demostrant que ha entès la millor lliçó d'Argento: la de tornar a un cinema de taller gratuït i personal».